# Glycyrrhiza uralensis
Glycyrrhiza uralensis es una especie de planta angiosperma, perteneciente a la familia Fabaceae y nativa de Asia. Es una de las 50 hierbas fundamentales usadas en la medicina tradicional china, donde tiene el nombre chino de:  gān cǎo (甘草) también conocido como licorice root en inglés o regaliz en español.

## Descripción
Es una planta erecta que alcanza un tamaño de  45-60 cm de altura; ramas pubérulas a pilosas y glandular puntiformes. Estipulas laterales libres, de 3 mm de largo, pilosas y glandulares. Hoja pinnada compuesta; raquis (incluyendo el pecíolo) de 8-14,5 cm de largo, piloso y glandular; pecíolo de 8-29 mm de largo; foliolos 13-17, con hojuelas laterales opuestas, peciólulo de 1.5-3.0 mm de largo, lámina c. 16-42 mm de largo, c. 8-18 mm de ancho, ampliamente elípticas a obovadas, enteras, obtuso, pubérulas, escasamente punteada arriba y punteada densamente abajo. La inflorescencia es un racimo pedunculado axilar, con pedúnculo de 3-6 cm de largo. Brácteas de 4-6 mm de largo, pubescentes y punteadas. Frutas de 6-7 mm de ancho, encorvada o en espiral, cubierta de tubérculos duros de color marrón oscuro, con 5-8 semillas.

## Taxonomía
Glycyrrhiza uralensis fue descrita por Friedrich Ernst Ludwig von Fischer  y publicado en Prodromus Systematis Naturalis Regni Vegetabilis 2: 248. 1825.
Etimología
Glycyrrhiza: nombre genérico que deriva del griego antiguo γλυκύρριζα (glukurrhiza), que significa "raíz dulce", de γλυκύς (glukus), "dulce" + ῥίζα (rhiza), "raíz", dándole el nombre Dioscórides.
uralensis: epíteto geográfico que alude a su localización en los Urales.
Sinonimia
- Glycyrrhiza asperrima var. desertorum Regel
- Glycyrrhiza asperrima var. uralensis Regel
- Glycyrrhiza glandulifera Ledeb.
- (enlace roto disponible en Internet Archive; véase el historial, la primera versión y la última).

1. 1 2  «Glycyrrhiza uralensis - Plants For A Future database report». Consultado el 8 de febrero de 2008.
2. 1 2  «Glycyrrhiza uralensis». Tropicos.org. Missouri Botanical Garden. Consultado el 9 de abril de 2014.
3. ↑  γλυκύρριζα, Henry George Liddell, Robert Scott, A Greek-English Lexicon, on Perseus
4. ↑  γλυκύς, Henry George Liddell, Robert Scott, A Greek-English Lexicon, on Perseus
5. ↑  ῥίζα, Henry George Liddell, Robert Scott, A Greek-English Lexicon, on Perseus<
6. ↑  liquorice Archivado el 26 de noviembre de 2010 en Wayback Machine., on Oxford Dictionaries
7. ↑  google books Maud Grieve, Manya Marshall - A modern herbal: the medicinal, culinary, cosmetic and economic properties, cultivation and folk-lore of herbs, grasses, fungi, shrubs, & trees with all their modern scientific uses, Volume 2 Dover Publications, 1982 & Pharmacist's Guide to Medicinal Herbs  Arthur M. Presser Smart Publications, 1 Apr 2001 2012-05-19

- Datos: Q1196166
- Multimedia: Glycyrrhiza uralensis / Q1196166
- Especies: Glycyrrhiza uralensis